# Бернгарди, Готфрид
Готфрид Бернгарди (1800—1875) — немецкий филолог.

## Биография
По окончании курса в Берлинском университете напечатал ценную научную работу — «Erastothenica» — сборник фрагментов древнего александрийского астронома, обратившую на себя внимание, и он был назначен профессором в Берлине, а потом перешел ординарным профессором в Галле.
В период от 1841 до 1843 г. он был проректором университета, а с 1844 г. занял место главного библиотекаря, причем коренным образом реорганизовал богатое университетское книгохранилище, введя точную систематизацию каталогов и т. п.

## Труды
- «Wissenschaftliche Syntax der griechischen Sprache» (Берлин, 1829);
- «Grundriss der röm. Litteratur» (Галле, 1830; 5 перераб. изд., Брауншв., 1869);
- «Grundriss der griechischen Litteratur» (т. 1, Галле, 1836, т. 2, 1845; 3 перераб. изд. 1861—72).
- «Geographi Graeci minores» (появился только 1-й том, Лейпц., 1828);
- издание «Suidae lexicon» (4 т., Галле, 1834—53);
- «Grundlinien zur Encyklopädie der Philologie» (Галле, 1882).